# Angry Birds Space
Az Angry Birds Space az Angry Birds sorozat negyedik része, amelyet 2012. március 12-én hoztak létre. A játékban a madaraknak új képességeik vannak, különböző bolygókon és meteoritokon harcolnak a zöld malacok ellen.

## Cselekmény
A madarak egy nap épp a tojásokra vigyáztak, amikor egy malacok által irányított markolólapát ellopta a tojásokat. A madarak követték egy féreglyukba, mely szupererővel ruházta fel őket, és az űrbe visszarepítette őket. Ezután találkoznak a Jégmadárral, aki segít a küldetésükben.

## Madarak

### Red kapitány (Red)
Amikor a féreglyuk beszippantotta a madarakat, ő megkapta a különleges maszkját (ami kinézetre hasonlít Batman maszkjához). A maszk képessége, hogy rá tud közelíteni távoli dolgokra.

### Villám-madarak (A kékek)
Könnyen törik a jeget és az üveget, nagyon erősek a jégmadárral kombinálva. Maszkjuk hasonlít Flash maszkjához.

### Lángbomba (Bomb)
Képes mindent felrobbantani a "Forró sokkolás" képességével. Öltözete hasonlít Firestormhoz.

### Hihetetlen Terence
A mérete miatt hatalmas pusztítást visz véghez. Kiáltása és kinézete Hulkra hasonlít.

### Lézermadár (Chuck)
A leggyorsabb és legpontosabb madár. Szemüvege hasonlít küklopsz szemüvegéhez.
A játék kiadásának elején villám alakú farka volt, de a "Vörös bolygó frissítés" után már palástot visel.

## Epizód
| Szám | Epizód neve        | Szint | Szint megjelenése   |
| ---- | ------------------ | ----- | ------------------- |
| 1    | Pig Bang           | 30    | Március 22, 2012    |
| 2    | Cold Cuts          | 30    | Március 22, 2012    |
| 3    | Fry Me to the Moon | 10    | Április 25, 2012    |
| 4    | Utopia             | 30    | Május 31, 2012      |
| 5    | Red Planet         | 30    | Augusztus 23, 2012  |
| 6    | Pig Dipper         | 30    | Január 10, 2013     |
| 7    | Cosmic Crystals    | 30    | Szeptember 13, 2013 |
| 8    | Beak Impact        | 40    | Június 5, 2014      |
| 9    | Brass Hogs         | 30    | Január 21, 2015     |
| D    | Danger Zone        | 30    | Március 22, 2012    |
| E    | Eggsteroids        | 18    | Március 22, 2012    |